# Duff-Baby House
Duff-Baby House é uma residência/museu localizada na cidade canadense de Windsor.

## História
Considerada o edifício mais antigo de Windsor, foi construída em 1798 por Alexander Duff para ser um comércio de peles e em 1807 foi adquirida pelo juiz e político James Baby, sendo que o imóvel foi de propriedade da família Baby até 1871. Em 1905 o médico William Beasley comprou a casa para ser sua residência e consultório. Na década de 1980 a filha de William promoveu um acordo com o governo para a restauração e pesquisas arqueológicas no imóvel. Atualmente a casa Duff-Baby (a denominação é uma composição dos nomes de seus dois primeiros proprietários) é administrada pelo Windsor's Community Museum. Os visitantes podem visitar a Duff-Baby House diariamente das 9:00 AM to 5:00 PM.

## Arquitetura
A casa é mista, com uma estrutura em madeira e algumas paredes em tijolo e exibe algumas influências arquitetônicas, como características francesas e adaptações norte-americanas no estilo georgiano.